# 12 février 1921
Le samedi 12 février 1921 est le 43e jour de l'année 1921.

## Naissances
- Basil Wigoder (mort le 12 août 2004), homme politique britannique
- Hans Koller (mort le 21 décembre 2003), saxophoniste de jazz autrichien
- Janine Niépce (morte le 5 août 2007), photographe française
- Julien Vandierendounck (mort le 1er août 2005), joueur de football belge
- Kathleen Antonelli (morte le 20 avril 2006), programmeuse
- Louis Bouchier (mort le 15 décembre 1990), résistant français

## Décès
- Auguste Bunoust (né le 6 janvier 1888), poète normand
- Gustave Adolphe Gerhardt (né le 2 février 1843), architecte français